# Barcău
Barcău (madžarsko Berettyó) je 118 km dolga reka, ki teče po ozemlju Romunije in Madžarske, predno se izlije v Sebes-Körös (Hitri Kriš). Porečje zajema 1.977 km².